# Detective Conan: The Private Eyes’ Requiem
Detective Conan: The Private Eyes’ Requiem (jap. 名探偵コナン 探偵たちの鎮魂歌 Meitantei Konan: Tantei-tachi no rekuiemu) – japoński film anime wyprodukowany w 2006 roku, dziesiąty film z serii Detektyw Conan. Piosenką przewodnią filmu była Yuruginai mono hitotsu (jap. ゆるぎないものひとつ) śpiewana przez B’z.
Film miał swoją premierę 15 kwietnia 2006 roku w Japonii przynosząc łączny dochód 3,03 mld ¥. W 2007 roku był nominowany do nagrody „Animacja filmowa roku” Nagrody Japońskiej Akademii Filmowej.

## Fabuła
Conan, Kogorō, Ran razem z Ayumi, Gentą, Mitsuhiko i Haibarą zostali zaproszeni przez klienta do hotelu przy parku rozrywki Miracle Land. Ran i dzieci udają się do parku rozrywki po uzyskaniu darmowych całodniowych biletów-zegarków, a Conan i Kogorō Mōri są proszeni o pozostanie w pokoju, gdzie klient oznajmia im, że muszą rozwiązać zagadkę, aby ściągnąć zegarki będące w rzeczywistości bombami. Zegarki wyposażone są również w system GPS. Klient ujawnia, że mają one jeszcze jedną funkcję: ulegną detonacji po wyjściu z parku rozrywki. Tajemniczy mężczyzna informuje detektywa, że dwóch legendarnych detektywów zrezygnowało, jeden nadal pracuje, a innemu się nie powiodło.
Conan i Kogorō dostają tylko jedną wskazówkę i telefon, którym mogą jedynie odbierać połączenia, i wyruszają w teren, aby rozwiązać sprawę. Udają się do pustego hotelu, gdzie znajdują maski narciarskie i broń w torbie. Odkrywają, że użyto ich do napadu na ciężarówkę z pieniędzmi bankowymi z dnia 4 kwietnia. Odkrywają również, w tym samym dniu, co rabunek, Kaitō Kid ukradł kilka kamieni z pobliskiej firmy. Detektyw Mōri zabiera torbę, ale w procesie zostaje aresztowany jako podejrzany o bycie wspólnikiem Kaitō Kida.
Conan odbiera telefon od klienta, który identyfikuje go jako Shinichiego i daje mu drugą wskazówkę. Conan następnie opuszcza posterunek policji, aby kontynuować dochodzenie.
Conan spotyka Heijiego Hattori i odkrywa, że on także pracuje nad tą samą sprawą. Dzięki współpracy Hattori i Conan udają się do biura klubu uniwersyteckiego, w którym dołącza do nich Hakuba Saguru, który jest słynnym detektywem z północy. Dowiadują się, że jeden z przewodniczących klubu został oskarżony o morderstwo. Następnie udają się do domu zamordowanego, aby uzyskać kilka odpowiedzi. Hattori dostaje telefoniczne potwierdzenie od klienta, że tajemnica, którą kazał im rozwiązać, było morderstwo i odkrycie, co tak naprawdę się stało.

## Obsada
- Minami Takayama – Conan Edogawa
- Kappei Yamaguchi – Shinichi Kudō i Kaitō Kid
- Wakana Yamazaki – Ran Mōri
- Akira Kamiya – Kogorō Mōri
- Megumi Hayashibara – Ai Haibara
- Yukiko Iwai – Ayumi Yoshida
- Wataru Takagi – Genta Kojima
- Ikue Ōtani – Mitsuhiko Tsuburaya
- Ken’ichi Ogata – dr Hiroshi Agasa
- Naoko Matsui – Sonoko Suzuki
- Ryō Horikawa – Heiji Hattori
- Yūko Miyamura – Kazuha Toyama
- Chafūrin – inspektor Jūzō Megure
- Kaneto Shiozawa – inspektor Ninzaburō Shiratori
- Wataru Takagi – Wataru Takagi
- Atsuko Yuya – Miwako Satō
- Isshin Chiba – Kazunobu Chiba
- Akio Ōtsuka – inspektor Jūgo Yokomizo
- Norio Wakamoto – Gorō Ōtaki
- Shinji Ogawa – Ginshirō Tōyama
- Takehiro Koyama – Heizo Hattori
- Unshō Ishizuka – Ginzō Nakamori
- Gara Takashima – Eri Kisaki
- Asako Dodo – Midori Kuriyama
- Akira Ishida – Saguru Hakuba
- Tōru Furuya – Suehiko Itō
- Fumi Hirano – Reiko Shimizu